# Chronik Heinrichs Taube von Selbach
Als Chronik Heinrichs Taube von Selbach (lat. Chronica Heinrici Surdi de Selbach, auch Annales rerum ab imperatoribus Adolpho, Alberto, Friderico, Ludovico Bavarico et Carolo IV. gestarum oder Annales imperatorum et paparum) wird eine von dem Magister Heinrich Taube von Selbach († 1364), einem Kleriker und Juristen in Eichstätt, verfasste faktenreiche mittellateinische Chronik aus dem 14. Jahrhundert bezeichnet, die die kaiserliche und päpstliche Politik im Zeitraum von 1294 bis 1363 beschreibt. Das Werk ist zwar in der Beurteilung der politischen Streitigkeiten gemäßigt, zeigt sich jedoch gegenüber Kaiser Ludwig dem Bayern eher ablehnend.
Die Chronik besteht aus zwei Teilen: Der erste Teil reicht bis 1343. Er ist eine Fortsetzung der Flores temporum, der Weltchronik eines schwäbischen Franziskaners (Hermannus Minorita oder Martinus Minorita), und folgt dieser auch in ihrem Aufbau, der die kaiserliche und päpstliche Politik jeweils in getrennten Abschnitten darstellt. Dieser erste Abschnitt wurde wohl um 1346/1347 geschaffen. Der zweite Teil der Chronik ist eine Geschichte des Zeitraums von 1343 bis 1363.

## Handschriften
Die Chronik ist in mehreren Handschriften überliefert:
- A: Text bis 1343, nicht überliefert, angenommene Vorlage für folgende Handschriften:
  - A1: Österreichische Nationalbibliothek Wien, cod. 3284* (früher Rec. 3118), 1380 im niederösterreichischen Kloster Mauerbach entstanden, geschrieben von Ulrich Silberschnoll, einem Stiftsherrn von Klosterneuburg; die Eichstätter Chronik als Fortsetzung der Flores temporum, f. 45–55
  - A2: Stiftsbibliothek Klosterneuburg, cod. 699; die Eichstätter Chronik als Fortsetzung der Flores temporum, f. 57–69 – Textgestalt identisch mit A1
  - A2a: Stiftsbibliothek Klosterneuburg, cod. 699 – im 15. Jahrhundert wörtlich von A2 abgeschrieben
  - A3: Österreichische Nationalbibliothek Wien, cod. 3408 (früher Univers. 829); die Eichstätter Chronik als Fortsetzung der Flores temporum, f. 39–46

- B: Text bis 1363, nicht überliefert, angenommene Vorlage für folgende Handschriften:
  - B1, ehemals in Kloster Rebdorf (Signatur D. 13), am 17. Juli 1800 von französischen Truppen beschlagnahmt, jetzt in der Französischen Nationalbibliothek in Paris, cod. lat. 10770 (früher Suppl. latin. 20111); die einzige vollständige Handschrift der Textgestalt B, gefolgt von fünf Gründonnerstagspredigten Heinrichs Taube von Selbach
  - B2: Österreichische Nationalbibliothek Wien, cod. 3284 (früher Hist. prof. 1053); ein Auszug der Eichstätter Chronik als Fortsetzung der Flores temporum, f. 57–69

## Ausgaben und Forschung
Eine über die spärliche Handschriftenverbreitung hinausgehende Rezeption erfuhr die Chronik Mitte des 16. Jahrhunderts in Aventins Annales ducum Boiariae, für die er offensichtlich die Handschrift B1 benutzt hat.
Die gesamte Chronik wurde zuerst von Marquard Freher in den Rerum Germanicarum Scriptores (Band I, S. 411–452) wohl anhand einer flüchtigen Abschrift aus Rebdorf herausgegeben (Frankfurt 1600, 2. Auflage 1634). Verbesserte Ausgaben von Christoph Gewold (Ingolstadt 1616) und Burkhard Gotthelf Struve (Straßburg 1717 als dritte Auflage der Freherschen Ausgabe) folgten. 1868 erschien die Chronik unter Berücksichtigung der Klosterneuburger Handschrift A2 in einer Ausgabe von Johann Friedrich Böhmer (fertiggestellt von Alfons Huber) in den Fontes rerum Germanicarum (Band IV, S. 507–568).
Bis zu dieser Zeit war das Werk als Chronik des Heinrich von Rebdorf bekannt. Die Person eines Ordensmannes Heinrich in Kloster Rebdorf ist jedoch fiktiv und geht auf die in einem Augustinerkloster in Rebdorf bei Eichstätt verwahrte Handschrift zurück, auf dem die Erstausgabe beruhte. 1879 wies Aloys Schulte in seiner Dissertation Die sogenannte Chronik des Heinrich von Rebdorf nach, dass ein Verfasser Heinrich von Rebdorf nicht zu halten war und schlug für den zweiten Teil den in der Wiener Handschrift genannten Heinricus Surdus de Eychstet vor. Er kam allerdings zu dem Schluss, dass die Chronik aus zwei Teilen verschiedener Hand bestehe (der erste Abschnitt aus unbekannter Hand, der zweite von Heinrich). Diese Ansicht wurde aber aufgrund der stilistischen Einheitlichkeit der Chronik von der späteren Forschung nicht geteilt.
Unter dem Titel Annales Imperatorum et Paparum Eistettenses erschien 1883 eine Übersetzung ins Deutsche von Josef Diringer (Däntler, Eichstätt 1883). Im gleichen Jahr erschien eine weitere Übersetzung von Georg Grandaur als Kaiser- und Papstgeschichte (von Heinrich dem Tauben) in der Reihe Geschichtschreiber der deutschen Vorzeit (XIV. Jh., Bd. 8, Besser, Berlin 1883).
1922 gab Harry Bresslau die Chronik Heinrichs Taube von Selbach (Chronica Heinrici Surdi de Selbach) erstmals unter Berücksichtigung aller Handschriften als Band 1 der Scriptores rerum Germanicarum, Nova series der Monumenta Germaniae Historica heraus (Nachdruck 1980, ISBN 3-921575-30-3). Seine Ausgabe enthält einen Überblick hinsichtlich der Handschriften und eine biographische Skizze Heinrichs Taube von Selbach aufgrund der damals bekannten Urkunden. Sie ist außerdem um sechs Bischofsbiographien aus Heinrichs Hand vermehrt.